# Thor Larsen
Thor Larsen (Lommedalen, 1886. július 20. – Tønsberg, 1970. szeptember 3.) olimpiai ezüstérmes norvég tornász.
Az 1908. évi nyári olimpiai játékokon tornában összetett csapatversenyben ezüstérmes lett.
Klubcsapata a Oslo Turnforening volt.